# Banyeres (Lérida)
Banyeres es un despoblado español del municipio de La Vansa i Fórnols, perteneciente a la provincia de Lérida, en la comunidad autónoma de Cataluña.

## Toponimia
El lugar puede encontrarse referido como Banyeres, Sant Joan de Banyeres, Bañeres y San Juan de Bañeres.

## Historia
Hacia mediados del siglo XIX, el lugar, una aldea, ya pertenecía al municipio de La Vansa i Fórnols. Aparece descrito en el noveno volumen del Diccionario geográfico-estadístico-histórico de España y sus posesiones de Ultramar de Pascual Madoz con las siguientes palabras:

JUAN DE BAÑERES (san): ald. en la prov. de Lérida, part. jud. de Seo de Urgel, dependiente en lo civil del l. de la Vansa, en cuyo térm. se halla: y en lo ecl. de la parroquia de Adrahent, de quien es anejo: está sit. en un pequeño llano, en la cumbre de un cerro donde la dominan todos los vientos, con clima frio, pero sano: se compone de 7 casas diseminadas y una pequeña igl., á la que está contiguo el cementerio; tiene los mismos límites su térm. que el de la cab. del ayunt., dentro del cual, como hemos dicho, se encuentra enclavada; en él existen varias fuentes de agua de escelente calidad, de que se surten los vec.: el terreno es de mala calidad, y los caminos estan en pésimo estado, dirigiendo á los pueblos circunvecinos: reciben la correspondencia de Seo de Urgel por medio de un espreso. prod.: trigo, legumbres y patatas; cria ganado lanar, cabrío, vacuno y de cerda, y hay caza de liebres, conejos y perdices: los vec. hacen algun comercio con la pez del pino albar, que recojen y van á vender por los pueblos inmediatos, llevándola á cuestas. pobl., riqueza y contr. con el ayunt.
(Madoz, 1847, p. 645)

El lugar quedó despoblado.